# Резолюция Совета Безопасности ООН 1239
Резолюция Совета Безопасности ООН 1239, была принята 14 мая 1999 года, по итогам резолюций 1160 (1998), 1199 (1998) и 1203 (1998), Совет призвал предоставить доступ для персонала Организации Объединённых Наций и другого гуманитарного персонала, работающего в Косово, в другие районы Союзной Республики Югославии.
Совет Безопасности напомнил Устав Организации Объединённых Наций, Всеобщую декларацию прав человека, международные соглашения и конвенции о правах человека, Конвенции и Протокол о статусе беженцев, Женевской конвенции и других документах международного гуманитарного права. Он выразил обеспокоенность гуманитарной катастрофой, происходящей в Косово и вокруг него в результате продолжающегося кризиса. Кроме того, выражалась обеспокоенность притоком косовских беженцев в Албанию, бывшую югославскую Республику Македонию, Боснию и Герцеговину и другие страны. В этой связи он отметил намерение Генерального секретаря Кофи Аннана направить в Косово миссию для оценки гуманитарных потребностей.
В резолюции одобряются усилия, уже предпринятые государствами-членами, Управлением Верховным комиссаром Организации Объединённых Наций по делам беженцев (УВКБ ООН) и другими организациями по оказанию гуманитарной помощи. Их попросили оказать помощь внутренне перемещенным лицам в Косово, Черногории и других частях Союзной Республики Югославии. Совет Безопасности призвал предоставить доступ для персонала Организации Объединённых Наций и всего гуманитарного персонала, работающего в Косово и других частях Союзной Республики Югославии, подтвердив право беженцев на безопасное возвращение домой. Он подчеркнул, что без политического решения гуманитарное решение будет продолжать ухудшаться в соответствии с принципами, принятыми «Большой восьмёркой».

## Голосование
Резолюция была принята 13 голосами, «против» никто не проголосовал, Китай и Россия воздержались, утверждая, что бомбардировки Югославии без санкции Совета Безопасности способствовали возникновению кризиса, и выразили сожаление по поводу того, что это не было упомянуто в резолюции.
| За (13) | Воздержались (2) | Против (0) |
| --- | ---------------- | ---------- |
| - Великобритания - США - Франция - Аргентина - Бахрейн - Бразилия - Габон - Гамбия - Канада - Малайзия - Намибия - Нидерланды - Словения | - Китай - Россия |            |

 * жирным выделены постоянные члены Совета Безопасности ООН